# Zenith Z-89
{{подст:много вунтренних ссылок}}
Z-89 — персональный компьютер, выпущенный компанией Zenith Data Systems (ZDS) в начале 1980-х годов.

## Описание
Zenith Z-89 основан на микропроцессоре Zilog Z80, работающем на частоте 2,048 МГц, и поддерживает операционные системы HDOS и CP/M. Стоил 2295 долларов США, имел корпус похожий на компьютерный терминал, с несъёмной клавиатурой, 12-дюймовым монохромным ЭЛТ-экраном, поддерживающим режим 80 × 25 (а также блочную графику (Псевдографика)), 48 КБ ОЗУ и 5,25-дюймовым дисководом для гибких дисков. Клавиатура отличается высоким качеством сборки и необычным количеством клавиш специального назначения: REPEAT, ESC, TAB, CAPS, CTRL, SCROLL, RESET, BREAK, BACK SPACE, LINE FEED, DELETE, REPEAT и две с красными и синими квадратиками. Также есть пять функциональных клавиш и цифровая клавиатура. Компьютер имеет два небольших отсека для плат расширения внутри корпуса по обе стороны от экрана, в каждый из которых можно установить до трёх экземпляров плат — это могут быть дисковый контроллер, дополнительное ОЗУ на 16 КБ, плата с дополнительными портами RS-232, и другие устройства. Центральный процессор Z80 с тактовой частотой 2 МГц может быть повышен до 4 МГц.
В 1979 году, до того как Zenith купила компанию Heath, последняя разработала и продавала этот компьютер в виде комплекта как H89, в наборе для сборки как WH89, и без дисковода, но с интерфейсной картой для подключения кассетного магнитофона, как H88. Heath/Zenith также изготовила последовательный терминал H19/Z-19 на основе того же корпуса, с заглушками на месте дисковода и разъёмов для дополнительных контроллеров. Компания предлагала комплект модернизации для преобразования терминала в полноценный компьютер H89/Z-89.

## Спецификация
| Дисплей              | встроенный 12" монохромный ЭЛТ-экран (на выбор белый, янтарный или зелёный), 80 × 25 символов (25-й ряд является специальным статусным рядом) |
| Хранилище данных     | дисковод 5.25" (hard-sectored (англ.)), 100 КБ)                                                                                               |
| Операционная система | HDOS, CP/M, MP/M или UCSD Pascal (p-System Pascal)                                                                                            |